# Arrondissement Turnhout
Arrondissement Turnhout (nizozemsky Arrondissement Turnhout, francouzsky Arrondissement de Turnhout) je jeden ze tří arrondissementů (okresů) v provincii Antverpy v Belgii.
Jedná se o politický a zároveň soudní okres.

## Obyvatelstvo
Počet obyvatel k 1. lednu 2017 činil 455 677 obyvatel. Rozloha okresu činí 1 356,86 km².

## Obce
Okres Turnhout sestává z těchto obcí:
| - Arendonk - Baarle-Hertog - Balen - Beerse - Dessel - Geel - Grobbendonk - Herentals - Herenthout | - Herselt - Hoogstraten - Hulshout - Kasterlee - Laakdal - Lille - Meerhout - Merksplas - Mol | - Olen - Oud-Turnhout - Ravels - Retie - Rijkevorsel - Turnhout - Vorselaar - Vosselaar - Westerlo |